# Mustelicosa dimidiata
Espèce
Synonymes
- Trochosa dimidiata Thorell, 1875

Mustelicosa dimidiata est une espèce d'araignées aranéomorphes de la famille des Lycosidae.

## Distribution
Cette espèce se rencontre en Ukraine, en Russie, au Turkmenistan, en Mongolie et en Chine.

## Description
Le mâle mesure 10 mm et les femelles de 13 à 14,5 mm.

## Publication originale
- Thorell, 1875 : Verzeichniss südrussischer Spinnen. Horae Societatis Entomologicae Rossicae, vol. 11, p. 39-122 (texte intégral).